# 야니크 보렐
야니크 보렐(프랑스어: Yannick Borel, 1988년 11월 5일~)은 프랑스의 펜싱 선수로 주 종목은 에페이다. 그는 2012년 하계 올림픽의 남자 에페 개인전에 참가하였다. 그는 우크라이나의 드미트로 카류첸코를 15-10으로 이긴 뒤, 16강에서 FIE 남자 에페 개인부문 랭킹 2위인 파비안 카우터를 15-11로 꺾었다. 그러나, 그는 노르웨이의 바르토시 피아세츠키한테 1점차로 패하며 탈락하였다.
그는 이전에 2011년 세계 펜싱 선수권 대회에서 에페 단체전에서 우승을 거두었다.